# Budyty
Budyty (dawna nazwa niem. Boditten) – osada w Polsce położona w województwie warmińsko-mazurskim, w powiecie ostródzkim, w gminie Małdyty.
W latach 1975–1998 miejscowość administracyjnie należała do województwa olsztyńskiego.
Miejscowość wzmiankowana pod nazwą Pauditte w dokumentach z roku 1530, jako folwark szlachecki na 11 włókach. Okresowo wieś liczona była łącznie z Budwitami. W roku 1782 w osadzie były 4 domy, natomiast w 1858 w 3 gospodarstwach domowych było58 mieszkańców.
W roku 1973 jako majątek Budyty miejscowość należała do powiatu morąskiego, gmina Małdyty, poczta Połowite.